# Tommasina Morosini
Tommasina Morosini (* in den 1260er Jahren; † vor 1309 in Venedig) war durch die Ehe mit dem Dogen Pietro Gradenigo von seiner Wahl am 25. November 1289, bzw. von seiner Amtsübernahme am 3. Dezember, bis zu ihrem Tod vor 1309 rund zwei Jahrzehnte lang Dogaressa der Republik Venedig. Seit 1275 war die Ehe des Sohnes eines potentiellen Dogen mit einer nicht-venezianischen Frau zwar ein Grund, den Vater von der Dogenwahl auszuschließen, nicht jedoch die Verheiratung über die weibliche Linie. Eine dieser Verwandten der Morosini-Dogaressa, ebenfalls eine Tommasina, heiratete 1290 den König von Ungarn; eine weitere Verwandte namens Costanza Morosini wurde 1293 Ehefrau Stefan Vladislavs II., eines Prätendenten auf den serbischen Thron.

## Leben
Zu einem unbekannten Zeitpunkt heiratete Tommasina Morosini, zu diesem Zeitpunkt wohl in den Zwanzigern, den späteren Dogen Pietro Gradenigo. Sie war eine Schwester des Giovanni und Nichte der Tomasina. Letztere war wiederum die Ehefrau König Stefans von Ungarn und Mutter Andreas’ III., der Venezianer genannt.
Tommasina Morosini und Pietro Gradenigo hatten mindestens zehn Kinder, wobei die Namen, die die Genealogen nennen, nicht immer zuverlässig sind. Genannt werden die fünf Söhne Bertucci, Giacomo, Paolo, Marco und Nicolò, hinzu kamen die fünf Töchter Belluzza, Beriola, Engoldisa, Caterina und Isabetta, auch Anna genannt. Keinem der Söhne gelang eine weitreichende Karriere im Ämtersystem der Republik Venedig. Nicolò, genannt Nicoletto, war 1314 einer der beiden Gesandten in Treviso, die Venedigs Glückwünsche zur Wiedererlangung der kommunalen Freiheit übermitteln sollten. Nicolettos Tochter Aluica heiratete 1335 den späteren Dogen Marino Falier. Marco wurde Podestà von Padua in den Jahren 1319 bis 1320. Bertucci starb noch vor seinem Vater und erhielt ein Staatsbegräbnis.
Den verwitweten Vater – Tommasina starb vor 1309 –, der 1311 starb, überlebten nur die Söhne Marco und Nicolò, denn sie wurden in seinem Testament vom 14. September 1309 als Sachwalter erwähnt. Caterina wurde Nonne in S. Lorenzo, Isabetta-Anna heiratete in zweiter Ehe Jacopo I. da Carrara (um 1310), womit auch sie im System der grenzübergreifenden Heiratsdiplomatie einen Platz fand, zumal es den Carrara gelang, ab 1318 Padua zu beherrschen.